# Kambodja i olympiska spelen
Kambodja deltog för första gången i de olympiska spelen 1956 i Melbourne. De deltog sedan 1964 och 1972 innan inbördeskriget och röda khmerernas tid vid makten då de inte deltog i de olympiska spelen. De återkom igen till de olympiska sommarspelen 1996 i Atlanta. De har aldrig deltagit i de olympiska vinterspelen. Kambodja har aldrig vunnit någon medalj.

## Medaljer
| Guld | Silver | Brons | Totalt antal medaljer |
| ---- | ------ | ----- | --------------------- |
| 0    | 0      | 0     | 0                     |

### Medaljer efter sommarspel
| Spel                                    | Guld        | Silver      | Brons       | Totalt      |
| Melbourne 1956 (ryttarspel i Stockholm) | 0           | 0           | 0           | 0           |
| Rom 1960                                | Deltog inte | Deltog inte | Deltog inte | Deltog inte |
| Tokyo 1964                              | 0           | 0           | 0           | 0           |
| Mexico City 1968                        | Deltog inte | Deltog inte | Deltog inte | Deltog inte |
| München 1972                            | 0           | 0           | 0           | 0           |
| Montréal 1976                           | Deltog inte | Deltog inte | Deltog inte | Deltog inte |
| Moskva 1980                             | Deltog inte | Deltog inte | Deltog inte | Deltog inte |
| Los Angeles 1984                        | Deltog inte | Deltog inte | Deltog inte | Deltog inte |
| Seoul 1988                              | Deltog inte | Deltog inte | Deltog inte | Deltog inte |
| Barcelona 1992                          | Deltog inte | Deltog inte | Deltog inte | Deltog inte |
| Atlanta 1996                            | 0           | 0           | 0           | 0           |
| Sydney 2000                             | 0           | 0           | 0           | 0           |
| Aten 2004                               | 0           | 0           | 0           | 0           |
| Peking 2008                             | 0           | 0           | 0           | 0           |
| London 2012                             | 0           | 0           | 0           | 0           |
| Totalt                                  | 0           | 0           | 0           | 0           |